# Gárdahadosztály emlékmű (Franciaország)
A Gárdahadosztály emlékmű (Guards Division Memorial) egy első világháborús emlékmű a franciaországi Ginchy and  Lesbœufs között.

## Története
A brit gárdahadosztály 1916 augusztusában érkezett a somme-i frontra, és a Ginchy körüli harcokban vett részt. 1916. szeptember 16-án megtámadta és elfoglalta a település környéki mezőket, majd Lesbœufs ellen vonult, és szeptember 25-én azt is bevette. 
A Gárdahadosztály emlékmű egy magaslaton áll, amelyről mindkét egykori csatatér jól látszik. A talapzaton álló nagy kőkeresztet annak a fakeresztnek a helyén emelték, amely már a háború idején is a helyszínen állt. A hadosztály sok elesett katonáját nem találták meg, ők az emlékmű körüli földekben nyugszanak ma is. Az emlékműhöz közel feküdt egykor a Quadrilateral nevű megerősített német állás, amely az egész területet uralta 1916 szeptemberében. 
Az emlékművet 1928 októberében leplezte le Sir Geoffrey Fielding vezérőrnagy, a hadosztály 1916-os parancsnoka. Az ünnepségen a gárda képviselői mellett a francia hadsereg is képviseltette magát, valamint jelen volt Rudolph Lambart vezérőrnagy, a 14. Hadtest – amelynek része volt a gárdahadosztály – parancsnoka. A kereszttől nem messze, Lesbœufs felé alakították ki a hadosztály temetőjét.
A talapzat út felőli oldalán a következő felirat olvashatóː „A gárdahadosztály azon tisztjeinek, altisztjeinek, tiszteseinek és közlegényeinek emlékére, akik életüket adták hazájukért 1916. szeptember hónapjában a Ginchy-nél és Lesbœufsnál folytatott akciókban.” A hátsó oldali felirat arra emlékeztet, hogy a kőkereszt annak a fakeresztnek a helyén áll, amelyet rögtön az 1916 szeptemberi csaták után állítottak a magaslaton.